# Ветлузький район
Ветлузький район (рос. Ветлужский район) — муніципальне утворення Нижньогородської області (Росія).
Адміністративний центр — місто Ветлуга.

## Географічне розташування
Ветлужских район розташований в північній частині Нижньогородської області, межує з Варнавинським, Уренським районами, міським округом Шахунським Нижньогородської області, а також з Костромською областю.
Площа району - 2992,37 км².

## Історія району
Ветлужских земля розташована на заході марійського краю і має багате історичне минуле.
Місто Ветлуга бере свій початок від села Щулепніково, перша згадка про яку в історії відноситься до 1606 року, пізніше на початку XVIII століття перейменоване в село Верхнє Воскресенське.
5 вересня 1778 року указом імператриці Катерини II селу було присвоєно статус повітового міста Ветлуга  Костромського намісництва та затверджений герб «в першій частині щита частина герба Костромського: в блакитному полі корми галерні з трьома ліхтарями і опущеними сходами; у другій частині, в срібному полі — кущ дерева верби, що означає ім'я цього міста».
З 1922 року Ветлуга стала районним центром Нижньогородської губернії, а потім Горьковського краю та області.

## Населення
Населення - 14 848 осіб. Понад 98% населення Ветлузького району — росіяни; менше 1% — українці, білоруси, марійці, татари та чуваші.
| 1939    | 1959    | 1970    | 1979    | 1989    | 2002    | 2008    |
| ------- | ------- | ------- | ------- | ------- | ------- | ------- |
| 61 392  | ↘46 452 | ↘32 460 | ↘25 835 | ↘22 559 | ↘18 902 | ↘17 100 |
| 2009    | 2010    | 2011    | 2012    | 2013    | 2014    | 2015    |
| ↘17 023 | ↘16 330 | ↘16 315 | ↘15 983 | ↘15 695 | ↘15 396 | ↘15 182 |
| 2016    | 2017    |         |         |         |         |         |
| ↘14 970 | ↘14 848 |         |         |         |         |         |